# Петропавловское мужское училище
Петропа́вловское мужско́е учи́лище — негосударственное учебное заведение для мальчиков при евангелическо-лютеранском кафедральном соборе святых апостолов Петра и Павла в Москве. В связи декретом «Об отделении церкви от государства и школы от церкви» СНК РСФСР от 23 января 1918 года, училище в том же году прекратило своё существование.

## Особенности
Основанное изначально как небольшая приходская школа, училище со временем выросло в крупнейшее среди немецких учебных заведений в Москве, обладающее правами правительственных средних учебных заведений. В разных источниках оно упоминается как школа, гимназия, немецкое или реальное училище, — в реальности это было одно учебное заведение с тремя отделениями: начальная школа, реальное училище с коммерческим отделением и гимназия.
В училище обучали мальчиков разных национальностей и вероисповеданий. Существенное отличие данного учебного заведения от других было в том, что ректорами и надзирателями в училище были по преимуществу немцы, преподавание почти всех предметов вплоть до 1915 года велось на немецком языке, а после — на русском. Ежедневно перед началом занятий проводилась совместная молитва, ученики совместно отмечали разные церковные праздники и имели особые свободные от учёбы дни, как, например, третий день после Троицы, день рождения Мартина Лютера и среда второй недели Великого поста.

## История
Уже во второй половине XVII века в Немецкой слободе действовали две евангелическо-лютеранские церкви: Михайловская и Петропавловская. При каждой из них имелись школы для мальчиков и девочек, в которых давали религиозно-нравственное воспитание, преподавали чтение, письмо, арифметику и церковное пение. Впоследствии программа школ неоднократно менялась и была существенно расширена. Немцы изначально составляли большинство, и преподавание велось на немецком языке, который к тому же был достаточно распространенным языком в Немецкой слободе, населенной выходцами из различных европейских государств.

### Первая половина XIX века
Петропавловская школа в Немецкой слободе сгорела вместе с церковью во время пожара Москвы 1812 года. Новая церковь была открыта в 1819 году, но не в Немецкой слободе, на месте сгоревшей, а в Космодамианском (ныне Старосадский) переулке, в перестроенном здании усадьбы Лопухиных. Позже, в 1824 году при церкви была вновь открыта школа для мальчиков, а в 1829 — для девочек.
Благодаря высокому качеству образования и обширной программе школы при Петропавловской церкви пользовались большим авторитетом также среди русских, в результате чего среди учащихся школы они стали преобладать. Например, в 1840 году из 104 учеников было только 38 немцев. Для того, чтобы они лучше усваивали программу, преподавание в течение нескольких лет велось на русском языке.
Срок обучения в школе для мальчиков составлял 8 лет. Поскольку учащиеся были разного вероисповедания, предусматривалось раздельное обучение Закону Божию — основному предмету в училище. Ученики евангелического вероисповедания, помимо Ветхого и Нового Заветов, изучали катехизис Лютера, церковное пение и христианские вероисповедания. Ученики православного вероисповедания — богослужение в православной церкви, православный катехизис Филарета и историю православной церкви. В программу 1840 года также входили: немецкий, русский, французский, латинский и греческий языки, арифметика, алгебра, геометрия, география, история, естественная история, физика, рисование и чистописание. Содержание преподавания и состав предметов со стороны Министерства народного просвещения почти не регламентировались.
В 1844 году ректором Петропавловского училища стал Герман Якоб Эдуард Гершельман (1804—1865). Его дед, Эрнст Август Вильгельм, был уроженцем Тюрингии, в 1768—1795 гг. являлся ректором академической гимназии в Ревеле, а отец — Фридрих Август — был пастором в Прибалтике. Инициативе нового ректора преподавание всех предметов было вновь переведено на немецкий язык, программа приобрела более практическую направленность, а главными предметами стали немецкий, русский и французский языки. Латынь из обязательного предмета превратилась в факультативный, а желающие также получили возможность изучать английский язык. Изменилась и методика преподавания языков: упор делался на овладение устной речью, языки должны были усваиваться не только на уроках, но и в течение всего дня. Для этой цели один из школьных надзирателей был немцем, а другой — французом, и ученики обязаны были говорить между собой один день по-немецки, а другой — по-французски, в зависимости от того, какой надзиратель дежурил. Учитывая социальный состав и будущий круг занятий своих учеников, Гершельман включил в программу старших классов техническую механику, коммерческую географию, бухгалтерию и купеческую арифметику.

### Вторая половина XIX века
В 1865 году Петропавловское мужское училище переезжает в старинный дом в Петроверигском переулке. Во второй половине XVIII — начале XIX века им владели А. С. Волынская, действительный тайный советник П. И. Измайлов, князья Мещерские, богатый купец Г. П. Чероков (после пожара 1812 года), а 1858—1865 году — Василий Кокорев.
21 апреля 1879 года Министерство народного просвещения издало «Положение о мужском училище, состоящем при евангелическо-лютеранской церкви Петра и Павла в Москве». В соответствии с ним оно было включено в образовательную систему Российской империи с подчинением учебного процесса программам министерства, разделено на гимназию и реальное училище, программы которых соответствовали государственным учебным заведениям. С одной стороны, школа и преподавательская деятельность утратили свою самобытность, с другой стороны — эта реформа была неизбежна и в целом отвечала интересам учеников.
Основным языком преподавания, вплоть до Первой мировой войны, был немецкий. По-русски должен был преподаваться Закон Божий для православных, русский язык и история российской словесности, а также история и география России. Во второй половине XIX века доля русских учащихся в немецких школах, по сравнению с предшествующим периодом, несколько уменьшилась, что связано с увеличением количества учебных заведений в Москве, однако оставалась довольно высокой. На рубеже XIX—XX веков русские составляли около трети учащихся Петропавловской гимназии и реального училища.
Для того, чтобы облегчить русским и немецким детям вхождение в билингвальную среду, при Петропавловском училище была организована подготовительная школа, в которую принимались дети с 7 лет. Она делилась на русскоязычное и немецкоязычное отделения, в каждом из которых было три класса. В этой школе русские овладевали немецким языком, а немцы — русским; кроме того, в программу входил Закон Божий (отдельно для учеников различных вероисповеданий), арифметика и пение. Плата за обучение в год составляла в приготовительный класс — 80 рублей, в остальные — 100 рублей, но взималась дифференцированно, будучи для лютеран несколько ниже. В начальной школе обучались бесплатно или за небольшую плату дети из малообеспеченных семей, принадлежавших к общине Петропавловской церкви.

## Здание
В 1912—1913 годах по проекту архитектора Отто фон Дессина на месте старого было построено новое здание Петропавловского мужского училища (№ 6-8-10, строение 3), а рядом — жилой дом для преподавателей училища (№ 6-8-10, строение 4). Ранее по проекту фон Дессина была выстроена Евангелическая больница в Москве.
После Октябрьской революции 1917 года здание было национализировано. В разные годы в здании располагались: школа-семилетка № 36, Институт кардиологии имени А. Л. Мясникова, Институт профилактической кардиологии, входивший в состав Всесоюзного кардиологического научного центра АМН СССР. В настоящее время здание занимает ФГБУ «Национальный медицинский исследовательский центр профилактической медицины» Министерства здравоохранения Российской Федерации.

Современный вид
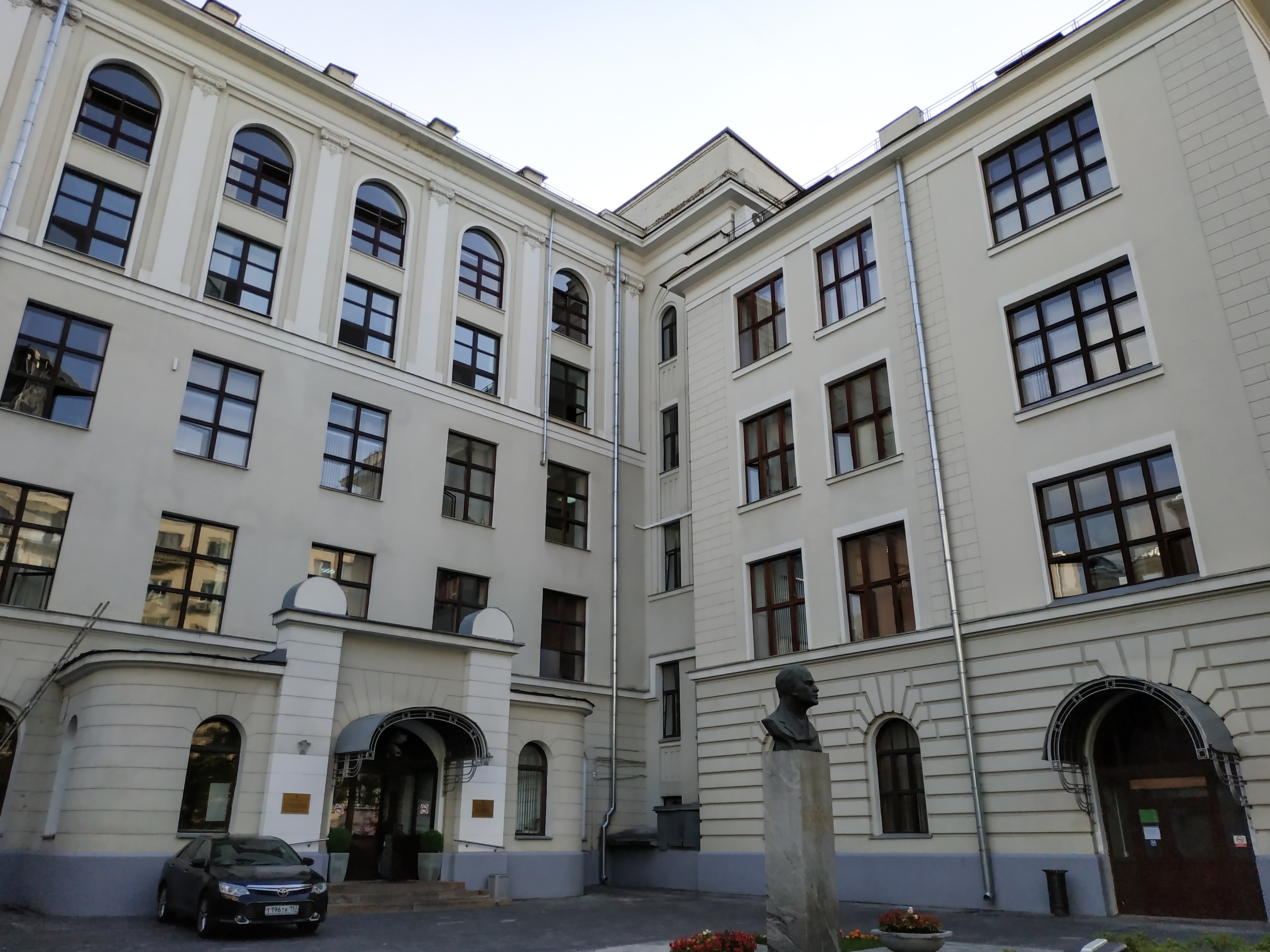
Бывшее здание училище
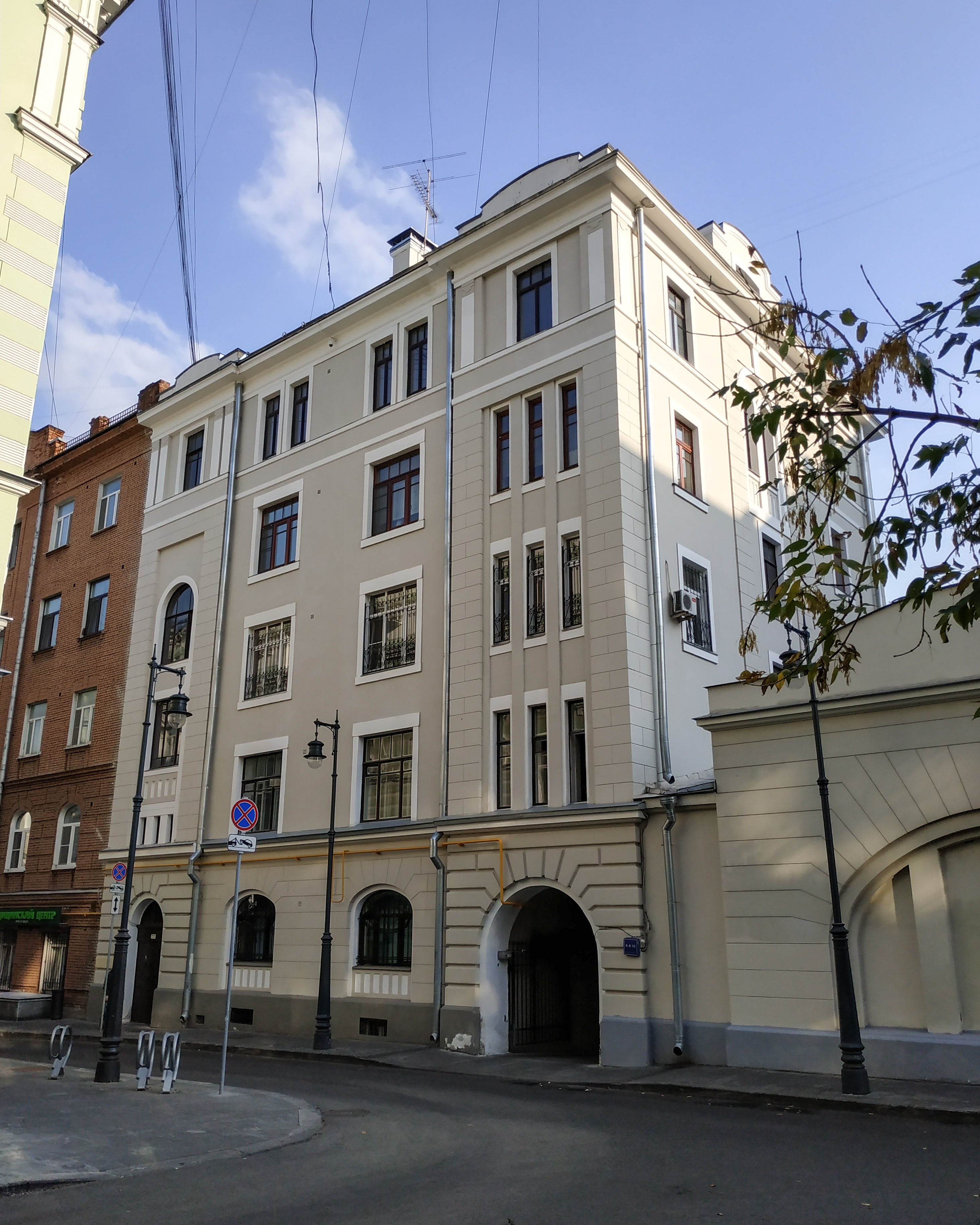
Жилой дом преподавателей училища
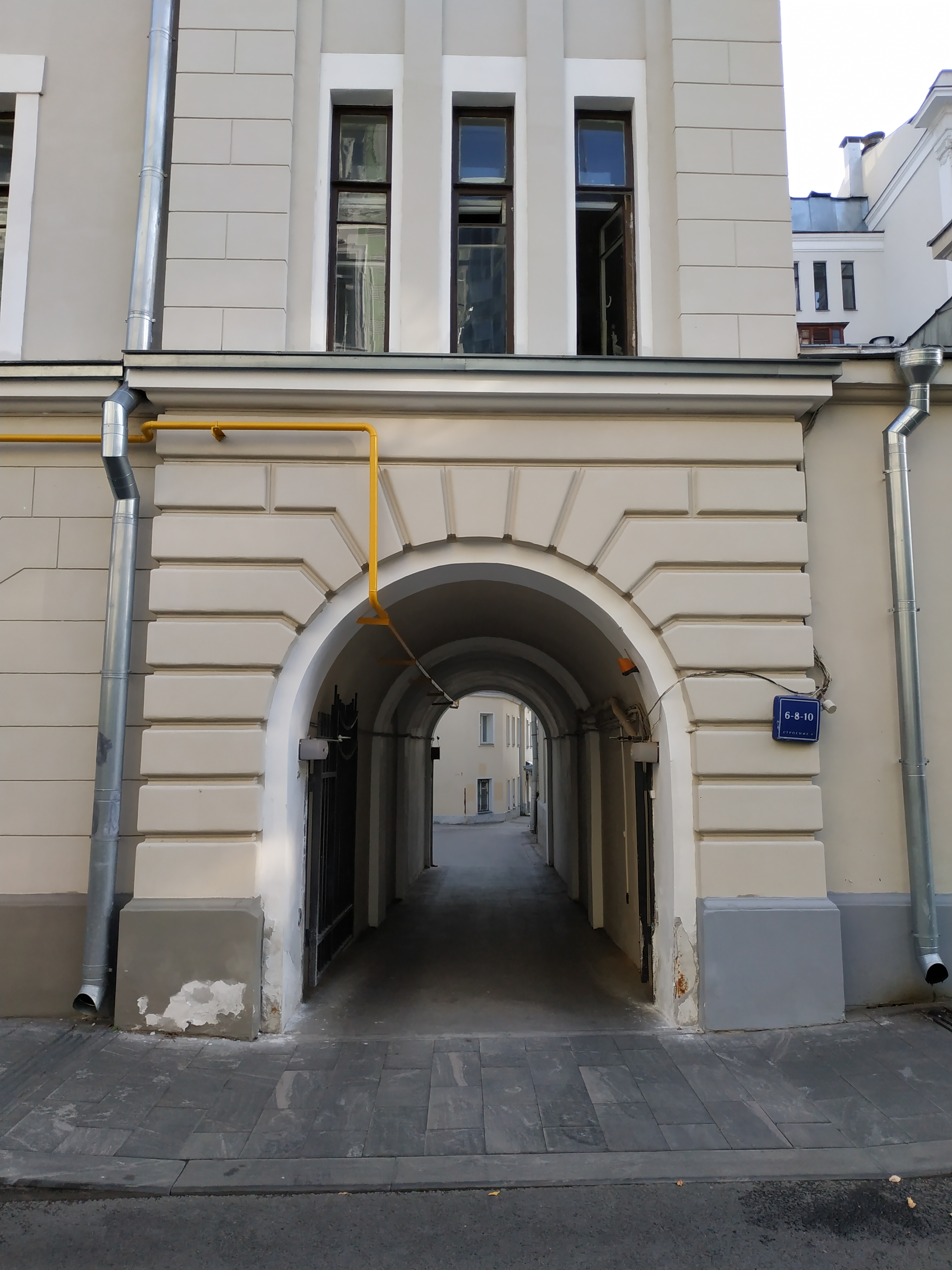
Арка жилого дома

## Директоры и преподаватели
Директоры
- Фридрих Христофор Юстус Гёринг
- 1841—1849: Герман Якоб Эдуард Гершельман, преподаватель истории[7]
- Константин Романович Вернандер, преподаватель математики
- 1905—1917: Герман Пак (1853—1937)

Преподаватели
Большинство преподавателей Петропавловской мужской гимназии и реального училища, как и других учебных заведений при евангелическо-лютеранских церквях, были немцами. Значительную их часть составляли выходцы из прибалтийских губерний, получившие образование в Дерптском университете. Многие были уроженцами Германии и германскими подданными. Преподавателями «русскоязычных» предметов были русские учителя. Французский язык преподавали, как правило, французы; английский (в реальном училище) — англичане.
- Волков, Александр Александрович — преподаватель математики
- Гурвиц, Юлий Осипович — преподаватель математики
- Петерсон, Карл Михайлович — преподаватель математики
- Давидов, Август Юльевич — преподаватель математики